# Biodiversité associée
La biodiversité associée est, avec la biodiversité planifiée, une des deux composantes de la biodiversité dans les agroécosystèmes. C'est la part de la biodiversité qui colonise naturellement une parcelle à partir de l’environnement proche. 

## Description
La biodiversité associée inclut tous les organismes vivants, qu'ils soient bénéfiques, neutres ou nuisibles, qui sont présents dans les parcelles cultivées et les terres adjacentes. 
Les pratiques agricoles appliquées sur les parcelles de chaque exploitation et sur les parcelles des exploitations voisines façonnent la quantité de ressources disponibles pour la biodiversité associée. La biodiversité associée évolue de manière épisodique ou continue.
La biodiversité associée évolue dans l’espace et dans le temps. Elle peut être considérée sous deux aspects : 
- la « biodiversité fonctionnelle » (bénéfique ou nuisible) se réfère à la diversité des organismes et des services écosystémiques, ou des dommages, qu’ils génèrent;
- la « biodiversité réactive  » est la diversité des réponses des espèces face à des changements environnementaux, réponses qui permettent le maintien du fonctionnement de l’agroécosystème[1].

Deux types d'organismes vivants jouent des rôles différents; à titre d'exemples on peut citer :
- Les vers de terre qui illustrent bien les deux aspects : certains décomposent les matières végétales mortes alors que d’autres participent plutôt à la structuration du sol, ils apportent donc différentes fonctions de manière différente.
- Les mille-pattes, qui eux participent à la structuration du sol, mais réagissent différemment aux perturbations du milieu, ils enrichissent donc la biodiversité réactive.

## Intérêt
Un agroécosystème riche en biodiversité fonctionnelle et surtout réactive sera plus résilient face aux perturbations qu’un agroécosystème pauvre en biodiversité associée. Dans les pratiques agricoles, la prise en compte de la biodiversité associée améliore les services écosystémiques dans un agroécosystème. Ces différentes pratiques alternatives, en remplaçant l’utilisation de certains intrants chimiques, répondent aux principes de l’agroécologie. 
Les pratiques agro-industrielles, à l'opposé, en cherchant le contrôle maximal par des voies exogènes, mettent en œuvre la biodiversité planifiée et la réduction de la biodiversité associée. 
La gestion de la biodiversité associée dans le temps est complexe. Elle peut être, si elle n'est pas mise en œuvre, une source potentielle de dégâts éventuels de différentes natures.